# Marines (Spanyolország)
Marines település Spanyolországban, Valencia tartományban. Marines Almedíjar, Llíria, Olocau, Gátova és Altura községekkel határos. Lakosainak száma 1921 fő (2024).

## Népesség
A település népessége az utóbbi években az alábbiak szerint változott:
| Lakosok száma | 1414 | 1464 | 1566 | 1771 | 1850 | 1872 | 1858 | 1828 | 1942 | 1921 |
|               | 2001 | 2004 | 2007 | 2009 | 2012 | 2014 | 2017 | 2019 | 2022 | 2024 |